# L'ultima partita a carte
L'ultima partita a carte è un romanzo autobiografico e di guerra scritto da Mario Rigoni Stern, pubblicato da Einaudi in prima edizione nel 2002, nella collana L'Arcipelago Einaudi.
Il romanzo nasce dalla volontà di Stern di raccontare i passaggi fondamentali e aneddoti della propria gioventù, dall'arruolamento tra gli alpini nella Brigata "Tridentina" a 17 anni fino alle campagne balcaniche e di Russia. Con questa testimonianza "povera di pagine ma densa di vita" Stern narra della guerra vista in un'ottica complessiva, che nel romanzo emerge attraverso sintesi efficaci e bollettini di guerra lapidari e con gli occhi di un ragazzo e i suoi frammenti di vita personale.